# Pistolet CZ 38
Pistole ČZ vz. 38 – czechosłowacki pistolet samopowtarzalny przyjęty do uzbrojenia armii czechosłowackiej w 1938 roku.
ČZ 38 był ostatnim pistoletem wprowadzonym do uzbrojenia armii czechosłowackiej przed zajęciem tego kraju przez III Rzeszę. Podobnie jak inne międzywojenne pistolety czechosłowackie nie była to konstrukcja udana. ČZ 38 pomimo zasilania słabą amunicją 9 mm Short miał dużą masę i rozmiary. Pistolet ten nie był zbyt celny z powodu zastosowania mechanizmu spustowego z wyłącznym samonapinaniem (DAO).
Po zajęciu Czechosłowacji produkcję pistoletu ČZ 38 kontynuowano do 1945 roku. ČZ 38 jako Pistole 39(t) przyjęty do uzbrojenia Luftwaffe.

## Opis
ČZ 38 był bronią samopowtarzalną. Zasada działania oparta na odrzucie zamka swobodnego. Mechanizm spustowy kurkowy, z kurkiem zewnętrznym, z wyłącznym samonapinaniem (DAO).
ČZ 38 był zasilany z wymiennego, jednorzędowego magazynka pudełkowego o pojemności 8 naboi, umieszczonego w chwycie. Zatrzask magazynka znajdował się u dołu chwytu.
Lufa gwintowana o 6 bruzdach prawoskrętnych. Przyrządy celownicze mechaniczne (muszka i szczerbinka).